# قالقاتشي
قالقاتشي هي قرية في مقاطعة أرومية، إيران. يقدر عدد سكانها بـ 160 نسمة بحسب إحصاء 2016.